# دي سي فلمز
دي سي ستوديوز (بالإنجليزية: DC Studios) هي شركة أمريكية لإنتاج الأفلام والمسلسلات التلفزيونية، وهي إحدى أقسام شركة وارنر بروس. إنترتينمنت، التابعة لشركة وارنر بروس. ديسكفري (WBD). تتولى الشركة مسؤولية إنتاج الأفلام والمسلسلات التلفزيونية الحية والمتحركة بالإضافة إلى ألعاب الفيديو المستندة على شخصيات دي سي كوميكس، وخاصة تلك الأعمال التي تقع أحداثها داخل عالمها المشترك المعروف بعالم دي سي السينمائي (DCU).
يقود الاستوديو الكاتب والمخرج جيمس غن والمنتج بيتر سافرن كرئيسين مشاركين ورؤساء تنفيذيين مشاركين منذ تشكيل الاستوديو في نوفمبر 2022.
انطلقت شركة الإنتاج في مايو 2016 تحت اسم "دي سي فيلمز" كقسم تابع لشركة وارنر بروس. بيكتشرز للإشراف على إنتاج الأفلام المستندة إلى شخصيات دي سي كوميكس، وخاصة تلك التي تنتمي إلى عالمها المشترك المعروف بـ عالم دي سي الممتد (DCEU). قاد القسم كلاً من كاتب القصص المصورة والمسلسلات التلفزيونية جيف جونز ومنتج وارنر بروس. جون بيرغ كرئيسين مشاركين. بعد أن لاقت العديد من أفلام عالم دي سي الممتد استقبالاً سيئًا وأداءً ماليًا ضعيفًا، استقال الثنائي بحلول نهاية عام 2017، وأُعيد تنظيم القسم، حيث تم تعيين والتر هامادا كرئيس للاستوديو.
بعد اندماج مالكة دي سي ووارنر بروس. وارنر ميديا مع شركة ديسكفري في أبريل 2022، أجرت شركة وارنر بروس. ديسكفري تغييرات شاملة مما أدى إلى استقالة هامادا في أكتوبر 2022. تم بعد ذلك حل "دي سي فيلمز" وإنشاء دي سي ستوديوز بشكلها الحالي، وهو قسم جديد يتمتع بسلطة أكبر على إنتاجات دي سي الإعلامية. تم توظيف جيمس غن وبيتر سافرن، اللذين عملا على بعض مشاريع عالم دي سي الممتد سابقًا لقيادة الاستوديو. بدأ الثنائي العمل على عالم دي سي الجديد (DCU) كإمتياز إعلامي الذي يعتبر بمثابة إعادة انطلاق لعالم دي سي الممتد السابق.
من عام 2016 إلى 2023، أنتجت "دي سي فيلمز" 13 فيلمًا ضمن عالم دي سي الممتد (DCEU)، بدءًا من فيلم الفرقة الانتحارية (2016) وصولًا الى فيلم أكوامان والمملكة المفقودة (2023). إلى جانب فيلمين مستقلين لا يتبعان للعالم السينمائي وهما جوكر (2019) وذا باتمان (2022). يُعد الفيلمان من بين أعلى 50 فيلمًا تحقيقًا للإيرادات في التاريخ، حيث أصبح جوكر أول فيلم تحت التصنيف المقيّد يجمع أكثر من مليار دولار.
أول عمل تم انتاجه بعد استحداث الشركة هو مسلسل البطريق (2024) وهو عمل مشتق من فيلم ذا باتمان (2022). تخطط دي سي ستوديوز لإصدار أفلام ومسلسلات تلفزيونية ضمن عالم مشترك واحد وهو عالم دي سي السينمائي (DCU) بدءًا من مسلسل الرسوم المتحركة كريتشر كوماندوز (2024) وفيلم سوبرمان (2025) القادم.

## التاريخ

### تشكيل دي سي فيلمز والتطورات الأولية (2016-2022)
بعد الانقسام في استقبال فيلم «باتمان ضد سوبرمان: فجر العدالة» عام 2016، سعت شركة «وارنر براذرز بيكتشرز» إلى تحقيق استقرار في توجه سلسلة أفلامها وعالمها المشترك، المعروف باسم «عالم دي سي الموسع». في مايو 2016، أعادت الشركة تنظيم هيكلها الإداري، مما منح المسؤولين التنفيذيين للأفلام المتخصصة في الأنواع السينمائية صلاحيات أوسع. نتيجة لذلك، أُعيدت أفلام «دي سي إنترتينمنت»، التابعة لـ«وارنر براذرز بيكتشرز»، إلى قسم جديد تحت اسم «دي سي فيلمز»، بقيادة جون بيرغ، نائب الرئيس التنفيذي لـ«وارنر براذرز»، وجيف جونز، الرئيس الإبداعي لـ«دي سي كوميكس».
كان الهدف من هذه الخطوة تعزيز المنافسة المباشرة مع سلسلة أفلام «مارفل ستوديوز»، المعروفة باسم «عالم مارفل السينمائي». احتفظ جيف جونز بدوره في «دي سي كوميكس» مع تقديم تقاريره إلى ديان نيلسون، رئيسة «دي سي إنترتينمنت»، بينما كان جون بيرغ يقدم تقاريره إلى غريغ سيلفرمان، رئيس «وارنر براذرز بيكتشرز». ومع ذلك، لم يكن الغرض من إنشاء هذا القسم إلغاء مبدأ «قيادة المخرج» الذي كان يشكل جزءًا من فلسفة الشركة.
بلغت ميزانية فيلم «فرقة العدالة» (2017) واحدة من أعلى الميزانيات في تاريخ السينما، حيث قُدّرت بحوالي 300 مليون دولار، لكنه حقق حوالي 96 مليون دولار فقط خلال عطلة نهاية الأسبوع الافتتاحية. أشارت تحليلات نُشرت في صحيفة «واشنطن بوست» إلى احتمال إجراء تصحيح جديد في مسار سلسلة أفلام «دي سي»، مع ترجيحات بتغيير القيادة. رأى بعض المحللين أن تصحيح المسار قد يتضمن تخلي قسم أفلام «دي سي» عن فكرة العالم المشترك، مع التركيز على إنتاج أفلام مثل «المرأة المعجزة» وبعض الأعمال الفردية الأخرى، نظرًا لأن «وارنر براذرز» تمتلك سلاسل أخرى يمكن تطويرها.
رغم ذلك، أكدت الشركة في ديسمبر خطتها المعلنة مسبقًا لمواصلة أفلام «عالم دي سي السينمائي الممتد». وفي الشهر نفسه، أعلنت «وارنر براذرز» عن استراتيجية وتنظيم جديدين لقسم «دي سي» للأفلام. غادر جون بيرغ منصبه كرئيس مشارك للإنتاج في الشركة، ليؤسس شركة إنتاج جديدة تابعة لـ«وارنر براذرز» بالتعاون مع روي لي. من ناحية أخرى، كان من المتوقع أن يواصل جيف جونز مشاركته في أفلام «دي سي» المستقبلية كمستشار، مع احتفاظه بمنصبه كرئيس ومسؤول إبداعي رئيسي في «دي سي إنترتينمنت». كما توقعت الشركة تعيين رئيس جديد لقيادة القسم.
في يناير 2018، تولى والتر حمادة، المسؤول التنفيذي في «وارنر براذرز»، منصب رئيس قسم أفلام «دي سي» للإشراف على إنتاج أفلام «عالم دي سي السينمائي». عُرف حمادة بارتباطه الوثيق بشركة «نيو لاين سينما»، حيث ساهم في تطوير أفلام رعب ناجحة مثل «إت» (2017) وسلسلة أفلام «الشعوذة». وفي يونيو من نفس العام، غادر جيف جونز منصبه في «دي سي إنترتينمنت»، منهيًا بذلك أي دور له في «عالم دي سي السينمائي الموسع».

### إعادة الهيكلة والتغييرات الفورية (2022)
في أبريل 2022، وبعد اندماج الشركة الأم لـ«وارنر براذرز»، وهي «وارنر ميديا»، مع شركة «ديسكفري» لتشكيل «وارنر براذرز ديسكفري»، بدأ الرئيس التنفيذي الجديد، ديفيد زاسلاف، في دراسة إعادة هيكلة قسم «دي سي إنترتينمنت». تضمنت خطته استكشاف تعيين قائد إبداعي يشبه رئيس «مارفل ستوديوز»، كيفن فيجي، لتولي مسؤولية مشاريع الأفلام والتلفزيون.
في يوليو من العام نفسه، استقال توبي إمريتش من منصبه كرئيس لمجموعة «وارنر براذرز موشن بيكتشر». تبع ذلك إعادة هيكلة المجموعة، حيث أصبحت لكل من «دي سي فيلمز»، و«وارنر براذرز بيكتشرز»، و«نيو لاين سينما»، و«مجموعة وارنر للرسوم المتحركة» قيادة خاصة بها. تولى مايكل دي لوكا وباميلا عبدي، المديرين التنفيذيين السابقين في «إم جي إم»، منصب الرئيسين المشاركين لكل من «وارنر براذرز بيكتشرز» و«نيو لاين سينما». كما أُسندت إليهما مهمة الإشراف المؤقت على الوحدات المتبقية من المجموعة حتى يتم شغل المناصب الجديدة.
في أغسطس 2022، عندما ألغت شركة «وارنر براذرز ديسكفري» إصدار فيلم «الفتاة الوطواط»، لم يتم إبلاغ والتر حمادة بالقرار مسبقًا. علم بالأمر فقط عندما أبلغه مايكل دي لوكا وباميلا عبدي خلال عرض تجريبي لفيلم «بلاك آدم» (2022). أثار هذا التصرف غضب حمادة، ودفعه للتفكير في الاستقالة، لكنه قرر البقاء في منصبه حتى إصدار فيلم «بلاك آدم».
لاحقًا في الشهر نفسه، بدأت مفاوضات مع دان لين لتولي الإشراف على أقسام الأفلام والتلفزيون الخاصة بـ«دي سي». كان من المتوقع أن يقدم لين تقاريره مباشرة إلى ديفيد زاسلاف، في حين يستعد حمادة لمغادرة الشركة.
في سبتمبر 2022، انتهت المفاوضات بين دان لين وشركة «وارنر براذرز ديسكفري» بالاتفاق على عدم إتمام الصفقة. خلال العرض الأول لفيلم «بلاك آدم» في ساحة تايمز سكوير في أكتوبر، أشار الممثل والمنتج دواين جونسون إلى إمكانية توليه دور مستشار في قسم «دي سي فيلمز»، للمساهمة في مساعدة الشركة على العثور على قائد إبداعي جديد.
لاحقًا في الشهر نفسه، وردت تقارير تفيد بأن مايكل دي لوكا كان يدير قسم «دي سي فيلمز» فعليًا بدلًا من والتر حمادة. في 19 أكتوبر، أعلن حمادة رحيله عن الشركة، وذلك قبل يومين فقط من إصدار فيلم «بلاك آدم».